# Kim Joo-hyuk
Kim Joo-hyuk (hangul: 김주혁; hancha: 金柱赫; ur. 3 października 1972, zm. 30 października 2017) – południowokoreański aktor filmowy i telewizyjny.
Zginął w wieku 45 lat w wypadku samochodowym.

## Wybrana filmografia
- 2005: Peuraha-ui yeon-in jako Choi Sang-hyun (SBS)
- 2012: Musin jako Kim Jun (MBC)
- 2013: Guam Heo Jun jako Heo Jun (MBC)
- 2015: Wewnętrzne piękno
- 2017: Heung-bu jako Jo-hyuk
- 2017: Argon jako Kim Baek-jin (tvN)